# Aguri Suzuki
Aguri Suzuki (8 de setembre de 1960, Tòquio (Japó)) és un pilot de curses automobilístiques japonès que ha arribat a disputar curses de Fórmula 1.

## Carrera esportiva
Aguri Suzuki va debutar a la quinzena cursa de la temporada 1988 (la 39a temporada de la història) del campionat del món de la Fórmula 1, disputant el 30 d'octubre del 1988 el G.P. del Japó al circuit de Suzuka.
Va participar en un total de vuitanta-vuit curses puntuables pel campionat de la F1, disputades en vuit temporades consecutives (temporada 1988 i 1995), aconseguint una tercera posició com millor classificació en una cursa i assolí vuit punts pel campionat del món de pilots.
Va ser el propietari i director esportiu de l'equip Super Aguri, que va participar en la F1 entre les temporades 2006 - 2008.

## Resultats a la Fórmula 1
| Any  | Equip                | Xassís         | Motor       | 1       | 2       | 3       | 4       | 5       | 6       | 7       | 8       | 9       | 10      | 11      | 12      | 13      | 14      | 15      | 16      | 17  | Posició | Punts |
| 1988 | Larrousse Calmels    | Lola           | Cosworth    | BRA     | SMR     | MON     | MEX     | CAN     | E.USA   | FRA     | GBR     | ALE     | HUN     | BEL     | ITA     | POR     | ESP     | JPN 16  | AUS     | -   | 0       |       |
| 1989 | West Zakspeed Racing | Zakspeed       | Yamaha      | BRA NVQ | SMR NVQ | MON NVQ | MEX NVQ | USA NVQ | CAN NVQ | FRA NVQ | GBR NVQ | ALE NVQ | HUN NVQ | BEL NVQ | ITA NVQ | POR NVQ | ESP NVQ | JAP NVQ | AUS NVQ |     | -       | 0     |
| 1990 | Espo Larrousse F1    | Lola           | Lamborghini | USA Ret | BRA Ret |         |         |         |         |         |         |         |         |         |         |         |         |         |         |     | 12è     | 6     |
| 1990 | Espo Larrousse F1    | Lola           | Lamborghini |         |         | SMR Ret | MON Ret | CAN 12  | MEX Ret | FRA 7   | GBR 6   | ALE Ret | HUN Ret | BEL Ret | ITA Ret | POR 14  | ESP 6   | JPN 3   | AUS Ret |     | 12è     | 6     |
| 1991 | Larrousse F1         | Larrousse Lola | Cosworth    | USA 6   | BRA NVS | SMR Ret | MON Ret | CAN Ret | MEX Ret | FRA Ret | GBR Ret | ALE Ret | HUN Ret | BEL NVQ | ITA NVQ | POR Ret | ESP NVQ | JPN Ret | AUS NVQ |     | 22è     | 1     |
| 1992 | Footwork Mugen Honda | Footwork       | Mugen Honda | SUD 8   | MEX NVQ | BRA Ret | ESP 7   | SMR 10  | MON 11  | CAN NVQ | FRA Ret | GBR 12  | ALE Ret | HON Ret | BEL 9   | ITA Ret | POR 10  | JPN 8   | AUS 8   |     | -       | 0     |
| 1993 | Footwork Mugen Honda | Footwork       | Mugen Honda | SUD Ret | BRA Ret |         |         |         |         |         |         |         |         |         |         |         |         |         |         |     | -       | 0     |
| 1993 | Footwork Mugen Honda | Footwork       | Mugen Honda |         |         | EUR Ret | SMR 9   | ESP 10  | MON Ret | CAN 13  | FRA 12  | GBR Ret | ALE Ret | HUN Ret | BEL Ret | ITA Ret | POR Ret | JPN Ret | AUS 7   |     | -       | 0     |
| 1994 | Sasol Jordan         | Jordan         | Hart        | BRA     | PAC Ret | SMR     | MON     | ESP     | CAN     | FRA     | GBR     | ALE     | HUN     | BEL     | ITA     | POR     | EUR     | JPN     | AUS     |     | -       | 0     |
| 1995 | Ligier Gitanes       | Ligier         | Mugen Honda | BRA 8   | ARG Ret | SMR 11  | ESP     | MON     | CAN     | FRA     | GBR     | ALE 6   | HUN     | BEL     | ITA     | POR     | EUR     | PAC Ret | JPN NVS | AUS | 17è     | 1     |

### Resum
| Curses: | Victòries: | Pòdiums: | Poles: | Voltes ràpides: | Punts: |
| ------- | ---------- | -------- | ------ | --------------- | ------ |
| 88 (64) | 0          | 1        | 0      | 0               | 8      |